# Someday (canção de Emyli)
"Someday" é uma canção da cantora e compositora japonesa Emyli. Foi escrita e produzida por ela mesma para o álbum de estreia "Flower of Life" (2003). Emyli disse que "Someday" era a música preferida dela no CD, pois tem uma balada mais romântica, diferente do single anterior, com um ar mais tenso.  O single foi lançado no dia 10 de setembro de 2003.

## Antecedentes e composição
"Someday" foi escrita e produzida durante as férias de verão de Emyli, que era o período mais calmo para ela poder entrar em estúdio, pelo fato de que ainda estudava. Ela disse que a música foi mais bem trabalhada que seu primeiro single, tendo um som mais romântico e menos pesado. Diferente de "Rain", não conseguiu popularidade entre o público jovem, sendo considerada um fracasso na carreira da cantora,e embora seja sua música favorita.
O clipe de "Someday" foi gravado em uma mansão, que continha muitos besouros, o que atrapalhou as gravações no local, porém, era um lugar muito bonito e foi o palco do primeiro vídeo clipe de Emyli.

## Paradas musicais
| Parada (2003)  | Melhor posição |
| -------------- | -------------- |
| Japão - Oricon | 165            |